# 양주 한씨
양주 한씨(楊州 韓氏)는 경기도 양주시를 본관으로 하는 한국의 성씨이다.

## 역사
양주 한씨(楊州 韓氏) 시조(始祖) 한란경(韓蘭卿)은 청주 한씨 시조(始祖) 한란(韓蘭)의 8세손이자 홍산 한씨(鴻山 韓氏) 시조(始祖) 한림경(韓林卿)의 아우로 고려 시대에 문하시중 평장사(門下侍中 平章事)를 지냈다고 한다. 　

## 인구
양주 한씨는 2015년 대한민국 통계청 인구 조사에서 61명으로 조사되었다.

## 참고 자료
- “양주한씨(楊州韓氏)”. 뿌리를 찾아서.[깨진 링크(과거 내용 찾기)]